# Spurkt (Peel en Maas)
Spurkt is de naam van een buurtschap, gelegen tussen Kessel en Kesseleik.
De buurtschap ligt op ongeveer 25 meter hoogte in het laagterras van de Maas. In de omgeving van Spurkt begint de Tasbeek.